# Стъпката (Минерални бани)
Стъпката (среща се също като Богородичната стъпка и Стъпката на Дева Мария) е християнизирано древно мегалитно светилище намиращо се в центъра на село Минерални бани, Област Хасково, в непосредствена близост до първия минерален извор в курортното селище.

## Описание и особености
Могилата, в която е разположена скалата, в която е вкопана т.нар. „стъпка“ е плоска и ниска с формата на полусфера. Почти целият ръб на монолитната скала от запад на север и юг е заровен в пръстта. Източният край на скалата, които са значително по-високи от общото ниво са значително или изцяло разкрити. Краищата на могилата са укрепени още в древността със сухи зидове от големи необработени камъни, които днес се приемат като естествена част от самата могила. Общата площ на малкия хълм образувал се край скалата е около половин декар.
Голяма вторична вдлъбнатина е оформена в североизточния край на монолитната скала, оформена като гигантска човешка стъпка. Вдълбаването е с размери – дължина 2 m, варираща дълбочина от т.нар. „пета“ към „пръсти“ – 1,20 – 1,30 m и ширина 0,75 – 0,90 m. По вътрешните стени на издълбаното съоръжение личат следите от грубо дълбаене с остър предмет. По лявата вътрешна стена на съоръжението са издълбани две яйцевидни ниши на 0,60 – 0,70 m височина от дъното, които са силно изветрени. Вляво, край предната част на стъпалото е издълбана малка вдлъбнатина, а до нея и една по-голяма. Такива издълбавания се срещат по краищата на всеки скален олтар в околностите на Община Минерални бани, както и при всички шарапани по рида Мечковец.
На повърхността скалата около дълбокото стъпало е изкуствено занижена и заравнена. Забелязва се че скалната повърхност е най-гладка пред „петата“, което е свидетелство, че там в продължителен период от време е било стъпвано. В участъка, откъм „пръстите“, скалата е оставена малко по-висока от общото ниво, за да се оформи овален бурдюр на съоръжението. Напречно на бурдюра е издълбан улей с дълбочина 0,25 m и ширина 0,10 m, който вероятно е имал предназначението да отвежда течността при препълване на каменното корито.

## Археологическо проучване
През лятото на 2013 година, екип с научен ръководител доц. Красимир Лещаков провежда археологически разкопки на обекта. Резултатите от разкопките показват използване на хълма и по-специално на скалния масив със сигурност през римската епоха. Отделни фрагменти обаче свидетелстват, че мястото е било посещавано и преди
това – през ранната Желязна епоха, а вероятно и през късната Бронзова епоха. За времето и функцията на т.нар „стъпка“ не може да се каже много. Времето на изсичане е трудно за определяне. Доц. Лещаков предполага, че то е било използвано поне от римската епоха насетне. Липсват категорични доводи, че е част от сепулкрален монумент. По-вероятно е басейнът да е бил тясно свързан с минералната вода и е много вероятно това използване да е било ритуално. В хода на разкопките през 2014 и 2015 година в заключение доц. Лещаков, изказва предположението, с достатъчно основание, че хълмът, разположен непосредствено до минералните извори, е бил използван интензивно от началото на I хил. пр. Хр. Според него има и основания да се допусне и по-ранна дата, но те на този етап от археологическото проучване са недостатъчни. Линията на приемственост може да се проследи до края на късната Античност, когато тук са издигнати няколко масивни постройки. Датировката на скалния „басейн“ е най-общо в рамките на този хронологически отрязък и не е възможно да се прецизира.
„Стъпката“ е споменавана и от българския археолог Димитър Цончев през 1936 година, когато при каптирането на минералните извори в селището са разкрити останките от старите римски терми. Цончев определя обекта като „каменен саркофаг от римско време, като от Марково тепе в Пловдив“. Години по-късно Димчо Аладжов отделя внимание на стъпката в теренните си обходи и я определя като „скална гробница, с която в миналото са свързвани различни суеверия“.

## Краеведско изследване
Краеведката Яна Маналова посвещава отделна глава на Богородичната стъпка в изследването си „Древни хора по чуки и градища в североизточните Родопи“ и въз основа на информацията събрана от местното население и дългогодишните ѝ наблюдения и теренни проучвания на територията на Община Минерални бани изказва мнението, че „стъпката“ датира от времето, в което са изградени шарапаните и другите култови обекти по рида Мечковец, за които има информация че са значително древни.

## Предания и легенди
Според местната легенда стъпката е била направена от Богородица, която стъпила тук с единия си крак, а с другия чак при манастира „Света Петка“ край Асеновград. Местните хора свързват стъпката с лечебна сила и посещават мястото, за да измолят цяр за болките си. Някои оставят тук парцалче от дрехите си или конец, за да „остане лошото тука“. Съществува и поверието че части от скалата могат да лекуват и хората понякога взимат малки камъчета, като вярват че те имат силата да излекуват някой болен.